# اکینچی (خوارزم‌شاه)
اِکینچی بن قُچار (درگذشتهٔ ۱۰۹۷ م) یکی از شاهان خوارزم بود که برای مدت کوتاهی تا پیش از مرگش فرمانروایی نمود. برخلاف دیگر خوارزم‌شاهانی که جانشین وی شدند، او از تبار نوشتکین غرچه نبود.
پس از فوت نوشتکین غرچه، موقعیت پادشاهی خوارزم از طرف سلطان سلجوقی کبیر برکیارق، به اکینچی داده‌شد. بعد از دورهٔ زمانی کوتاهی، هرچند، او توسط برخی از امرای سلجوقی که شورش کرده‌بودند کشته‌شد. بعد از این که او کشته‌شد، جانشین وی، قطب‌الدین محمد -پسر نوشتکین غرچه- تأیین‌شد.
در زبان‌های ترکی، اِکینچی در لغت به‌معنای «کشاورز» یا «شخم زن» است.